# Axur, re d'Ormus
Axur, re d'Ormus (Axur, král ormuský), je tragikomická opera o pěti dějstvích skladatele Antonia Salieriho z roku 1788. Libreto pochází z pera Lorenza da Ponte.

## Vznik
Axur, re d´Ormus je italská verze Salieriho francouzské opery z roku 1787 Tarare, napsané na libreto Pierra-Augustina Carona de Beaumarchais. Úspěch opery Tarare v Paříži popudil císaře Josefa, jehož dvorním skladatelem Salieri býval. Požádal Da Ponteho a Salieriho, aby operu přepracovali pro italské provedení ve Vídni, avšak jazykové i slohové rozdíly včetně rozdílů ve vokální technice mezi francouzskou a italskou operou se ukázaly být natolik veliké, že Da Ponte raději napsal na dané téma libreto Axur, re d'Ormus.

## Historie
Axur, re d´Ormus měl premiéru v Burgtheatru ve Vídni dne 8. ledna 1788. Roli krále Axura ztvárnil Francesco Benucci (Mozartův první Figaro). Stal se jednou z nejslavnějších oper ve Vídni a byla hrána mnohem více, než např. Mozartův Don Giovanni, uvedený v podobnou dobu.
Finále této opery se objeví ve filmu Amadeus Miloše Formana z roku 1984. Film chybně zařazuje operu do doby ihned po devátém a posledním provedení Mozartovy Figarovy svatby v roce 1786, a před smrtí Mozartova otce Leopolda Mozarta dne 28. května 1787.

## Děj

### První dějství
Malý les na břehu moře, v blízkosti Atarova domu
Atar, který se z obyčejného vojáka stal královským velitelem, a jeho manželka Aspasia jsou do sebe velmi zamilováni (duet Qui holubice scherza l'aury ). Jejich štěstí by nebyla úplná, kdyby nemohli spojit život v důchodu. Aspasia je přesvědčena o tom, že král Axur by žádost jejího manžela bez ohledu na jeho zásluhy odmítnul (Arie Perdermi? s chi potria svellermi dal TUO fianco? ). Najednou strašný křik vyruší pár v rozhovoru: plameny spalují Atarův dům. Zatímco Atar spěchá k ohni, Aspasia je unesena Altamorem.

### Druhé dějství
Gallerie v paláci krále Axura
Axurův důvěrník Biscroma žádá krále o milost pro Atara a připomíná, že Atar mu zachránil život, a on mu dluží laskavost (Duet Non mi seccar, Biscroma ). Ale Axur, kvůli Atarově jeho popularitě a své vlastní zášti ke štěstí je rozhodnut ho zničit.
Přichází Altamor a hlásí úspěšný únos Aspasii. Aspasia je uveden ke králi (sbor, ne 'Piu vaghi soggiorni dell' Asie ), kde se dozví, že je Fiammetta v Serailu. Rozzlobeně nadávala Axurovi, že zneužil jejich loajalitu a odvahu jejího manžela.
Urson žádá pro zoufalého Atara audienci u krále. Atar prosí o milost u Axura a mluví o zločinech, které se mu staly (Aria Pietade, Signore del misero Atar ). Pokrytecký Axur nabízí svou pomoc. Jak Atar běduje o únose Aspasie, král s ním mluví pohrdavě jako s otrokem. Zděšený Atar brání svou ženu (Aria di Soave Luce Paradiso ). Axur mu připomíná jeho minulé akce a kritizuje jeho zženštilé jednání. Sham posílá únosce Altamora, aby pomohl Atarovi při hledání Aspasie, dává mu ale tajně pokyn zabít Atara. Biscroma cítí nebezpečí, které hrozí Atarovi, a zvažuje, jak by ho mohl zachránit (kvartet Pria che la nuova aurora ).

### Třetí dějství
Prostor v přední části chrámu Brahmy
Velekněz Arteneo hlásí Axurovi, že království bude opět ohroženo nepřáteli (Cavatina di tua milizia ). Radí svému pánovi jmenovat nového velitele, a říci lidem, že byl stanoven bohy. Když hledali vhodné jméno, Axur navrhuje veleknězova syna Altamora (árie Tu che fa il Popolo intanto uniscasi agitato ). Arteneo dívá přes nadcházející volby svého syna již vlastní síla pěstební (monolog O divina prudenza ).
Biscroma se setkal v paláci snění Atar (monolog tak bolestivé nuova sciagura ) a řekne mu, že Aspasia se koná v Axurs harému pod názvem Irza. Ten navrhuje připravit pomocí provazový žebřík, který vede ze Serailu moře Aspasia osvobození. Atar se dostat do zahrady v noci a jeho manželka získat (Aria V'andrò, tutto si Tenti ).
Mezitím se lidé shromáždili před chrámem ( Marcia Minor), naučit se název nového velitele, a slíbit, oddanost k němu. V nevinní rty chlapce, Elamir ho hlásat. Nicméně, na rozdíl od řádu velekněze určí Elamir ne Altamor, ale Atar. Lidé jásali a Atar souhlasí s tím, aby převzít vrchní velení armády znovu (Aria se sborem Chi vuol la Gloria ). Prošel přes Altamor urazil Atar, následoval ho na souboj těchto hovorů (kvartet Non Partir, la scelta è ingiusta ). To bylo těžce Axur a Arteneo můžete obnovit mír v chrámu. Sbor v chvále Brahma rozhodne se jednat.

### Čtvrté dějství
Zdobená osvětlená zahrada Serailu
Axur změnil názor a chce, aby se setkání, naplánováno na následující den v harému, uskutečnilo již současný večer. Biscroma ho snaží odradit, aby nedošlo k ohrožení plánovaného únosu Aspasia. Ale Axur se nenechá zviklat a Biscroma se rozhodne připravit hostinu o lest brzký konec.
Otroci přinést Aspasii festival začíná (Chorus Il Cielo di rintuoni gridi di Gioia ). Harlekinade je uvedena který najde potlesk krále. Pak Biscroma zpívá píseň, v níž popisuje svůj život a vypráví, jak ho kdysi zachránil Atar (Romance NATO io syna Nello Stato Romano ). Sotva byl tento název pochází z jeho úst do Axur spěchá zuřivě Biscroma. Chaos vypukne, všechno letí. Aspasia omdlel při zmínce jména Atars, a Fiammetta obává o svůj život. Na Fiammetta křičet listy z Axur z Biscroma a vrátí se do harému.
Do té doby, Atar se vplížil do paláce. Biscroma přestrojený ho jako Moor, takže se mu to říct králi. Ve stejném okamžiku Axur pochází z rozzlobený Aspasie pokoje, protože odmítla ho rozhodnout. Při pohledu na Moor přijde okamžitě do nového zlé myšlenky (cavatina Misero abbieto negro ): Stejně jako trest za ponížení Aspasia přidala černoch, že je její manžel.
Proměna
Vynikající pokoje Aspasia
Zoufalý o svém osudu, a přesvědčení, že Atar byl zabit na Aspasii přeje smrt (cavatina Son queste le speranze a Rondo Morte, pietosa morte ). Když její Biscroma ukáže, že ona má být provdána za tiché černé, ptá se Fiammetta se slzami v očích se obětovat na svém místě, co to dělá (duet Salva me di tanta hanby ).
"Mohr" Atar je zklamaný, když poznamenal, že "Irza / Fiammetta" Aspasia není jeho (konečný Dunque un Muto tu non sei? ). Najednou Urson má s stráže v harému; Axur jim dal rozkaz zabít Moor, protože se nechce vzdát naděje na Aspasii. Biscroma zadržuje vojáky a vede je odhalit skutečnou identitu jejich oběti. Zděšeně se ustupovat; vědí o beznaději situace (Ensemble Crudo Axur, chi può placarti? ).

### Páté dějství
Připraven na nádvoří paláce Axurs, provedení Atars
Axur Atar může přinést sami mu jeho trest (Aria prohlásit Idol Vano d'un Popol codardo ). To si přeje pro sebe, ale jen smrt a varuje před důsledky jeho Axur hanebné počínání (cavatina Morir posso solo una Volta ). Vysvětlil také, králi, že dívka "Irza" nebude Aspasia.
Rozhořčený král může poslat bezprostředně po Aspasii, a když se objeví, dva milenci být šťastný v náručí. Fiammetta přiznává, že ona se přestrojil za "Irza", a odsouzen k trestu smrti. Také Atar, který je oddělen od Aspasii, očekává, že trest smrti. Aspasia hrozil bodnout sám sebe, jestli stráže mít Atar (trio Il mio corragio deluse voti i Tuoi ).
Vzhledem k tomu, mužské a ženské otroky svrhnout Axurs nohy a prosit ho, aby smiluj se nad Atar. Pod vedením Biscromas jeví vojáky osvobodit Atar. Ale tyto příkazy zastavit a požadavky respektovat krále. Axur musí uznat, že Atars orgán v zemi a je nesporným větší než jeho vlastní. Podle hořkých kletbami se bodne sebe.
Částka Atar z jejich nového krále. Nejprve odmítá tuto čest, zachycovat je, ale pod podmínkou, že se řetězy nedělají ho odstranit. Měly by být připomínkou uvádí pouze ve prospěch lidí používají nově nalezenou sílu (poslední refrén muka piacer le nostr "anime ingombra ).

## Obsazení
| Role                               | Hlas    | Premiéra 8.1.1788 (Dirigent: Antonio Salieri) |
| ---------------------------------- | ------- | --------------------------------------------- |
| Axur, král Ormus                   | baryton | Francesco Benucci                             |
| Arteneo, High Priest Brahma        | baryton | Francesco Bussani                             |
| Altamor, voják, Arteneo syn        | bas     | Lodovico Trentanove                           |
| Atar, voják                        | tenor   | Vincenzo Calvesi                              |
| Aspasia, Atar manželka             | soprán  | Luisa Laschi-Mombelli                         |
| Biscroma, otrok                    | tenor   | Stefano Mandini                               |
| Fiammetta, Biscroma manželka       | soprán  | Teresa Calvesi                                |
| Elamir                             | soprán  | Franziska Distler                             |
| Urson, voják                       | bas     | Niccolò Del Sole                              |
| Otrok                              | bas     |                                               |
| Arlecchino                         | bas     |                                               |
| Smeraldina                         | soprán  |                                               |
| Brighella                          | tenor   |                                               |
| Otroci, vojáci, kněží Brahmy, lidé |         |                                               |